# Tanjung Kurung (Kikim Selatan)
Tanjung Kurung is een bestuurslaag in het regentschap Lahat van de provincie Zuid-Sumatra, Indonesië. Tanjung Kurung telt 522 inwoners (volkstelling 2010).